# Société de réalisations mécaniques
La Société de Réalisations Mécaniques (SRM) a été créée en 1949. Elle est spécialisée dans la distribution de biens d’équipements dans les domaines du BTP et de la manutention.
Depuis juin 2010, SRM a décidé d'investir dans les services en lançant la première formation destinée à la sécurité des caristes dans les milieux logistiques. Appelée CACES (Certificat d'Aptitude à la Conduite en Sécurité), ce stage allie pratique et théorique et se permet de répondre aux demandes des clients à la recherche d'une réduction des accidents de travail et d'une meilleure productivité des caristes et opérateurs. Pour note, la formation est éligible à l'OFPPT et est de ce fait remboursable. 